# Patrick Ekeng
Patrick Ekeng, född 26 mars 1990 i Yaoundé, Kamerun, död 6 maj 2016 i Bukarest, Rumänien, var en kamerunsk fotbollsspelare som spelade för den rumänska klubben Dinamo București. Vid en match mot FC Viitorul Constanța den 6 maj 2016 kollapsade Ekeng på planen och dödförklarades senare på sjukhus.